# Jouy-sous-Thelle
 Jouy-sous-Thelle  es una comuna y población de Francia, en la región de Picardía, departamento de Oise, en el distrito de Beauvais y cantón de Auneuil.
Su población en el censo de 1999 era de 817 habitantes.
Está integrada en la Communauté de communes du Vexin Thelle.

## Demografía
| 458 | 469 | 466 | 604 | 742 | 817 |
| Para los censos de 1962 a 1999 la población legal corresponde a la población sin duplicidades (Fuente: INSEE [Consultar]) |     |     |     |     |     |